# 戴维·P·卡莱欧
戴维·P·卡莱欧（1934年7月19日—2023年6月15日）是一位美国政治学家，毕业于耶鲁大学，约翰斯·霍普金斯大学政治学教授，主要作品有《欧洲的未来》（Rethinking Europe's Future）等。